# Ligaria affinis
Ligaria affinis es una especie de mantis de la familia Mantidae.

## Distribución geográfica
Se encuentra en Botsuana, Mozambique, Zambia, Zimbabue y Transvaal (Sudáfrica).